# Escudo de la provincia de Toledo
El escudo de la provincia de Toledo es el blasón de la Diputación Provincial de Toledo y de la Provincia de Toledo.
Hasta 2013 el escudo provincial era muy similar al de la ciudad de Toledo, siendo la única diferencia el estar flanqueado en el caso de la ciudad por las figuras de dos reyes en su trono y en el caso de la provincia por las columnas de Hércules.
La aprobación del nuevo escudo heráldico se llevó a cabo por unanimidad en el Pleno de la institución provincial del 19 de octubre de 2012 y fue aprobado definitivamente por la Consejería de Presidencia y Administraciones Públicas de la Junta de Comunidades de Castilla-La Mancha el 13 de mayo de 2013. En el nuevo escudo provincial se mantienen la columnas de Hércules, que figuran en la heráldica española desde el emperador Carlos V y que actualmente forman parte del escudo de España. 
La reforma, basada en un informe elaborado por la Real Academia de Bellas Artes y Ciencias Históricas de Toledo, consistió en reunir en un escudo partido las armas de Castilla y León (sin el entado en punta de Granada) con la corona imperial de oro en campo de azur del antiguo Reino de Toledo, que había caído en desuso.
Su descripción heráldica, recogida en la Orden de 13/05/2013 de la Consejería de Presidencia y Administraciones Públicas de la Junta de Comunidades de Castilla-La Mancha y que no coincide con el escudo que utiliza la diputación provincial, es la siguiente:

 Águila Bicéfala en sable, con escudo partido en dos cuarteles, el primero de ellos con un cuartelado de Castilla y León y el segundo en azur con una corona imperial de oro. Timbrado con la corona imperial, rematada por el mundo y la cruz; rodeando al escudo aparece el Toisón de oro. A uno y otro lado las columnas de Hércules sobre dos ondas de azur, coronadas asimismo con corona Imperial y la Leyenda Plus Ultra.

El escudo de la provincia aparece reproducido en el centro de su bandera, consistente en un paño rectangular de color verde. Esta se encuentra regulada por la misma norma que el escudo.